# Шербешти (Јаши)
Шербешти (рум. Șerbești) насеље је у Румунији у округу Јаши у општини Чортешти. Oпштина се налази на надморској висини од 187 m.

## Становништво
Према подацима из 2002. године у насељу је живело 920 становника, од којих су сви румунске националности.